# 高畑勳
高畑勳（日语：／ Takahata Isao，1935年10月29日—2018年4月5日），是出生於日本三重縣伊勢市的動畫電影導演、製作人。他是在日本動畫業黎明時期便投入動畫製作的人物，曾推出改編自名著小說的電視動畫影集《小天使》、《清秀佳人》等作品。之後有與宮崎駿、鈴木敏夫等人創辦吉卜力工作室，執導出《螢火蟲之墓》、《平成狸合戰》、《輝耀姬物語》等電影動畫。
他在作品裡講求細膩的寫實風格，實際的日常生活描寫，對於日本動畫界有著影響。畫面表現與執導手法上也讓宮崎駿、富野由悠季、片淵須直等人產生啟發。

## 生平

### 早年
於1935年10月29日出生於日本三重縣伊勢市，為7兄弟當中的老么。父親高畑淺次郎在二次大戰期間曾在岡山縣的岡山一中擔任校長，戰後則就任過該縣的教育長。
小時因父親要擔任校長一事緣故前往岡山縣居住，便有在1945年初夏遭遇到美軍轟炸該處一帶的岡山大空襲經歷。
青年期間高畑勳前往東京就讀東京大學文學部法文科，之後因在戲院觀賞到由法國動畫導演保羅·葛林莫創作的動畫《斜眼暴君》（La Bergère et le ramoneur）時大受感動，便決定從事動畫界的工作。

### 東映動畫時期
1959年從東京大學畢業後，高畑勳選擇加入東映動畫公司。起初有在《安壽與廚子王丸》、《小王子與八頭龍》等作品擔任導演助手，之後在《狼少年》裡開始有接任執導方面事務的經歷。
此期間高畑勳結識了往後與他有長期合作關係的公司後輩宮崎駿，當時高畑勳與宮崎駿分別各擔任了東映動畫公會的副委員長與書記長。

### 太陽王子霍爾斯
高畑勳首部執導的長篇電影動畫，是與宮崎駿、大塚康生、原徹等人合作於1965年上映的《太陽王子 霍爾斯的大冒險》，為一部以當時國際社會因越戰局勢而興起的各種動蕩不安社會氣氛為題材之作品。
該影片雖然讓夥伴宮崎駿認為是部足以影響大衆感官的作品，但因票房並未特別亮眼，且高畑勳在執導此片時有嚴重進度落後的情況，而被東映動畫降格成執導助手，直到東映動畫製作《怪怪怪的鬼太郎》第二期電視動畫時才將他升格在一些集數裡執導。

### 離任東映動畫
《太陽王子 霍爾斯的大冒險》上映3年後，當時人在A Production動畫公司的大塚康生，向高畑勳提出將瑞典小說家阿斯特麗德·林格倫之著作《長襪子皮皮》改編為動畫的邀約，之後高畑勳便帶著宮崎駿與小田部羊一一同離開東映動畫。
之後因阿斯特麗德·林格倫不允許授權改編造成企劃取消，高畑勳便擔任A Production下《魯邦三世》第一期電視動畫的導演。當時魯邦三世電視動畫前幾集的導演為大隅正秋，內容上偏向充斥著裸露及暴力動作，隨後高畑勳接任時便將作品修改為普級的風格，而當時高畑勳是以「A Pro導演團隊」的名義擔任導演。
在1972年3月期間結束《魯邦三世》的電視動畫後，年底高畑勳與宮崎駿合作推出了電影動畫《熊貓家族》，並在隔年發表了該作品續作《熊貓家族 雨中的馬戲團》。在《熊貓家族》中，高畑勳與宮崎駿也改編了一些當時沒機會用在《長襪子皮皮》上的靈感。

### 日本動畫公司‧Telecom時期
1973年高畑勳與宮崎駿、小田部羊一三人轉職到日本動畫公司旗下，一同參與以改編世界名著為電視動畫的《世界名作劇場》系列。當時高畑勳接手了將約翰娜·施皮里小說《海蒂》所改編成的《小天使》。該作品公開後獲得了成功，全部52集數裡有平均近27%的收視率。之後高畑勳相繼執導了《尋母三千里》、《清秀佳人》等同由小說所改編電視動畫作品。
製作完《清秀佳人》後，高畑勳前往Telecom動畫公司將漫畫家春木悅巳所創作帶有大阪人情物風格的作品《小麻煩千惠》改編成電影動畫。《小麻煩千惠》的電影動畫在1981年上映後，高畑勳在當年繼續接手替《小麻煩千惠》製作電視版動畫影集。此期間高畑勳認識了當時要替動漫雜誌《Animage》編寫內容而找他訪談，往後成為他長期合作夥伴的鈴木敏夫。高畑勳之後有在與鈴木敏夫多次會談過程中取得啟發，修改了《小麻煩千惠》電影動畫版的劇情走向。
1982年高畑勳在Oh! Production動畫公司推出了改編自宮澤賢治小說《大提琴手高修》的同名電影動畫。同一年裡宮崎駿因創作理念上的問題，退出了Telecom原先與美國一方動畫師合作，將溫瑟·麥凱的漫畫《小尼莫》改編為電影動畫的方案，到了隔年高畑勳也因同樣緣故選擇了退出。

### 風之谷
1983年宮崎駿開始進行製作電影動畫《風之谷》時，高畑勳在鈴木敏夫的遊說下，替宮崎駿擔任該作品的製作人。之後和宮崎駿向先前曾在《太陽王子 霍爾斯的大冒險》一同合作過的原徹請求協助，將對方所創立動畫室Topcraft借用為製作《風之谷》的場地。
《風之谷》上映後，高畑勳與宮崎駿等人討論打算將該影片賺取的資金用來拍攝以福岡縣柳川市一帶運河為背景的紀錄片《柳川堀割物語》。不過因在拍攝時高畑勳便已將資金耗盡，鈴木敏夫便請宮崎駿拍攝動畫《天空之城》來賺取費用。

### 吉卜力工作室時期
為了能有方便製作新動畫《天空之城》的地點，隨後鈴木敏夫與德間書店討論，成立了專門讓高畑勳、宮崎駿使用的製作動畫場所「吉卜力工作室」。其中高畑勳在吉卜力成立時雖然給予許多建議和協助，但他個人始終不把自己列為此工作室的正式成員，而是以類似顧問的身份進出吉卜力。
在吉卜力期間裡頭，高畑勳首部參與作品是擔任《天空之城》的製作人，而他首部執導的吉卜力動畫，是於1988年所推出改編自野坂昭如同名小說的《螢火蟲之墓》。
高畑勳於1991年推出的《兒時的點點滴滴》在票房上獲得了31億日圓左右成績，是當年度日本國產電影的首位。之後1994年的《平成狸合戰》則達到44億日圓，除同為該年度日本國產電影的第一名，也擊敗當年假想敵動畫作品《獅子王》的在日票房34億。但到了1999年的《隔壁的山田君》僅有15多億日圓，是吉卜力自1989年《魔女宅急便》後票房最差的作品。
自《隔壁的山田君》後一段時期高畑勳未再有執導其它作品，此期間高畑勳另翻譯了一些國外動畫名作如《嘰哩咕與女巫》、《佳麗村三姊妹》等等製成日文版交由吉卜力發行。
2005年高畑勳開始有想將日本古老傳說《竹取物語》拍攝爲動畫的念頭，之後2008年高畑勳與西村義明合作開始計劃推出此故事的改編動畫《輝耀姬物語》。該作品以超出50億日圓的製作費規格投入，在歷經約8年時間後於2013年年底上映。
結束了《輝耀姬物語》後，當時吉卜力另與荷蘭動畫導演麥可·度德威特以及其它數間法國動畫室合力創作《紅烏龜：小島物語》動畫，高畑勳有出面為麥可·度德威特擔任片中美術方面的監製。

### 離世
2009年期間因健康方面的緣故，高畑勳在宮崎駿與鈴木敏夫的勸說下，開始進行戒煙。2017年4月動過手術後，高畑勳的身體狀況開始出現惡化。
2018年2月，高畑勳在身體不適的情形下仍出席參加演講活動。3月底入院治療時，已有呼吸困難無法發聲的狀況。4月5日凌晨1時45分，高畑勳因肺癌在東京的帝京大学醫學部附屬醫院去世，享壽82歲。
離世後吉卜力工作室在5月15日於吉卜力美術館舉行了高畑勳的追悼會，當天除了他過去於動畫界的長期盟友宮崎駿、鈴木敏夫、大塚康生、小田部羊一在場外，共來了久石讓、押井守、富野由悠季、麥可·度德威特等上千人為他送別。高畑勳生前一直未能有機會將日本古物語《平家物語》改編成動畫一事，被鈴木敏夫提及是最遺憾的地方。

## 個人

### 性格
高畑勳的個人暱稱為「阿朴」，源自於他年輕時在動畫室上班快遲到進來後，忙著大口咀嚼（パクパク）麵包的模樣。
個人的興趣是讀書和音樂鑑賞。喜好的作家有宮澤賢治、法國詩人賈克·普維，並在2004～2006年期間親自翻譯賈克·普維的詩集等其它作品的日文譯本。在對於樂理擁有一定程度的理解，於久石讓在為宮崎駿製作《風之谷》、《魔女宅急便》等作品配樂時，便與他數次討論關於處理配樂的事情。之後在2013年執導的《輝耀姬物語》中也親自創作數首插入歌。欣賞的畫家則有岩崎知弘，他對於岩崎知弘所創作兒童繪本《下雨天一個人在家》書中氣氛的拿捏有著深刻印象。
在面對作品完工進度的態度上則較為消極，常有製作進度落後的情況出現，因而曾被宮崎駿在《兒時的點點滴滴》的記者會資料上戲稱是「樹懶的子孫」。嚴重的一次是在執導新潮社的《螢火蟲之墓》時，讓對方首次推出的動畫是在部份畫面未完工的情況下上映。當自己是否處在導演的立場時會有不同思維，與他長期共事的鈴木敏夫表示過「若高畑勳在擔任影片的製作人時可以把預算控制得很好，但如果是擔任影片的導演就會把預算給花到精光」，以及「姑且不管高畑勳在影片製作人方面作得多出色，一當他成為導演時就常把與他合作的影片製作人給弄到受不了」。
統整事物上有著擅長整理資料、製作筆記的能力。過去在答應接下鈴木敏夫請求擔任《風之谷》影片製作人一事之前，曾秀出一整本記錄有關製作人工作要點的筆記向鈴木敏夫說明「我不適合當製作人」的原因。之後在執導《兒時的點點滴滴》時，因片中有出現採集紅花場景的緣故，便整理出一套能詳細說明該如何採集紅花、製作紅花花餅的手冊。
平時善於構思各種想法來說理爭論。曾有花費了三個小時的時間，來向鈴木敏夫說明為何《小天使》與《小麻煩千惠》兩者對他而言內涵上是相同動畫的緣故。也在拍攝《螢火蟲之墓》期間因進度嚴重落後時，引用了法國動畫導演保羅·葛林莫在製作《斜眼暴君》中所遭遇到的狀況，來解釋為何應該讓《螢火蟲之墓》延期上映。
政治傾向方面是支持左派的日本共產黨，有與作曲家池邊晉一郎及漫畫家高口里純等人公開表態過。在2013年日本首相安倍晉三計劃針對憲法第九條的內容做出修改時，有和宮崎駿等人在當年7月吉卜力的刊物《熱風》上撰文批評。

### 行事
作品的風格上講究符合現實的描寫，如《螢火蟲之墓》裡B-29轟炸機在天空中飛行的方向，或是《小天使》裡出現的麵包等等，都有下過考察功夫。其中高畑勳當時為了讓《小天使》的場面表現自然，而實際走訪了動畫原作小說的舞台瑞士，這種前往實地考察的方式是當時日本動畫業界裡少見的。
不同於夥伴宮崎駿會把內心情感投入到自己所創作角色的情況，表現上不會讓觀眾在欣賞影片時把自己想像成是劇中角色，而是讓觀眾像第三者般去試著了解角色。劇情手法上較偏向客觀，不會過於理想化的方式，並避免讓觀眾產生悲觀。
製作動畫上不像宮崎駿擁有能夠繪製出精美分鏡圖的技術，個人僅會繪製簡單的構圖，因此是透過下指示讓其他動畫師完成畫面為主。向動畫師給予指示時，會設法交代出具體讓人易理解的條件，而非解讀上會有模擬兩可情況的要求內容。
畫面上會嘗試採用各種不同手法來挑戰，如《兒時的點點滴滴》裡角色在喜怒哀樂時的面部輪廓表現。在《隔壁的山田君》跟《輝耀姬物語》中，則採用類似寫生、淡描的風格來繪製，企圖單純透過線條在畫面上的表現，來呈現出角色栩栩如生的模樣。其中《輝耀姬物語》有捨棄一般動畫常採用的先把角色和背景分開繪製，然後再合併畫面的方法；而是改讓角色和背景在同一張圖上作畫，以達到精細的表現效果。。此外，高畑勳利用動畫細膩描寫家人或親近的人的手法，也讓日本動畫導演細田守深受影響

## 關係人物
在東映動畫公司工作期間相遇的宮崎駿，是高畑勳提拔、一路合作的後輩。他們在年輕時期到成立吉卜力工作室階段裡便多次互相搭檔，創作出多部的電視、電影動畫作品。宮崎駿雖曾與高畑勳發生數次爭執，但長期都是向對方抱持著亦兄亦友的敬重態度。高畑勳肯定著宮崎駿本身的才能，並認為就是因為宮崎駿的存在，才能夠鞭策他不使自己中途放棄。而宮崎駿則提及過他不時會做出跟高畑勳相關事情的夢，也是他最希望能去觀賞他動畫作品的人選。
其他在日本動畫界結識的友人中，大塚康生是高畑勳投入動畫界的前輩，在《太陽王子 霍爾斯的大冒險》與《魯邦三世》等高畑勳代表作中擔任作畫指導，並私下曾一同與他和宮崎駿等人聚會，來互相鼓舞未來要在動畫界裡達成的目標。小田部羊一是與高畑勳長年共事的人物之一，多次一同在各間不同動畫公司裡同進退，他也是高畑勳在執導世界名作劇場系列作品期間擔任作畫指導及角色設計的核心成員。近藤喜文是從《魯邦三世》到進入吉卜力工作室期間參與多部高畑勳作品的動畫師，其才華也是讓高畑勳和宮崎駿常爭取的人物。
原是動畫雜誌《Animage》記者的鈴木敏夫，因有專題採訪需求而結識了高畑勳，之後也成為吉卜力工作室的核心人物及製作人。鈴木敏夫在與高畑勳的共事過程中，學到了許多如何成為一名製作人的要領。而高畑勳認為他與宮崎駿之間的友情最後不會走向撕破臉局面，就是因為有鈴木敏夫在他們兩者之間協調的緣故。。高畑勳的作品給日本動畫導演細田守帶來啟發，細田守也稱自己剛出道時便獲得高畑勳提拔，還受他的影響用動畫描繪家族與親近的人。細田守後來在2018年的採訪中論及自己對高畑勳尊敬有加，評價他「利用動畫細膩描寫家人或親近的人，是從高畑勳導演開始的，他是令人尊敬的前輩，也是好對手。」、「原本以為新作（《未來的未來》）也能請高畑勲導演看看的，有痛失知己的寂寥感。」、「稱不上是繼承者，但得接下他的接力棒。」。
海外結識的動畫人物方面，高畑勳是俄羅斯動畫導演尤里·諾里斯金的影迷，其中諾里斯金的《霧中的刺蝟》是高畑勳特別推崇的，除了有著交流往來關係外，也特別有為對方的動畫作品《故事中的故事》（Сказка сказок）編寫一本講解書籍《故事中的故事─映像詩的世界》。執導《種樹的牧羊人》的加拿大動畫師費德烈·貝克是另位影響高畑勳的人物，高畑勳在2011年有讓吉卜力工作室為對方舉行在日本的美術展覽外，也在2013年完成《輝耀姬物語》後，有幸於費德烈·貝克離世前數天前往到加拿大親自將此作品讓對方觀賞。

## 參與作品

### 電視動畫
- 狼少年（日语：狼少年ケン）（1964～1965年）：第14、19、24、32、38、45、51、58、66、72、80集執導
- 怪怪怪的鬼太郎第一期（1969年）：第62集執導
- 了不起的太郎：第44、51、59、71、77、90集執導
- 怪怪怪的鬼太郎第二期（1971年）：第5集執導
- 阿帕契棒球隊：第12、14、17集執導
- 魯邦三世（1971年）：執導
- 赤胴鈴之助（1972～1973年）：代理導演
- 小天使（1974、1975、1979年）：執導
- 龍龍與忠狗（1975年）：第15集分鏡圖
- 尋母三千里（1976、1980年）：執導
- 頑皮熊（日语：シートン動物記 くまの子ジャッキー）（1977年）：分鏡圖
- 阿爾卑斯山音樂少女南蒂的奇妙故事：分鏡圖
- 小英的故事（1978年）：第3、6集分鏡圖
- 未來少年柯南（1978年）：第9、10集執導，第7、13、20集分鏡圖
- 清秀佳人（1979年）：執導、劇本
- 小麻煩千惠（1981～1983年）：以「武元哲」的名義執導

### 動畫電影
- 安壽與廚子王丸（1961年）：導演助手
- 鐵的物語：導演助手、製作助理
- 小王子與八頭龍（1963年）：導演助手
- 太陽王子 霍爾斯的大冒險（1968年）：導演
- 熊貓家族（1972年）：導演
- 熊貓家族 雨中的馬戲團（1973年）：導演
- 小麻煩千惠劇場版（1981年）：導演、劇本
- 大提琴手高修（1982年）：導演、劇本
- 風之谷（1984年）：製作人
- 天空之城（1986年）：製作人
- 螢火蟲之墓（1988年）：導演、劇本
- 魔女宅急便（1989年）：音樂編導
- 兒時的點點滴滴（1991年）：導演、劇本
- 平成狸合戰（1994年）：導演、原作、劇本
- 隔壁的山田君（1999年）：導演、劇本
- 冬之日（英语：Winter Days）（2003年）：與尤里·諾里斯金、川本喜八郎等一共36名動畫製作者合力協作
- 輝耀姬物語（2013年）：導演、劇本、原案
- 紅烏龜：小島物語（2016年）：美術監製
- 瑪麗與魔女之花（2017年）：特別致謝

### 紀錄片
- 柳川堀割物語（1987年）：導演、劇本
- 岩崎知弘～27歲的旅行（日语：いわさきちひろ 〜27歳の旅立ち〜）（2012年）：本人演出
- 夢與瘋狂的王國（2013年）：本人演出

### 真人電影
- 暗黑街最大決鬥：助理導演

### 動畫日文字幕翻譯
- 種樹的牧羊人（原1987年加拿大法語動畫）
- 國王與鳥（原1980年法國動畫）
- 嘰哩咕與女巫（原1998年法國動畫）
- 佳麗村三姊妹（原2003年法國動畫）
- 一千零二夜（原2006年法國動畫）
- 至愛（原2006年俄羅斯動畫）

### 作詞．作曲
- 媽媽，早安：作詞（《尋母三千里》片尾曲）
- 愛是花，你是那種子：英語歌詞翻譯（《兒時的點點滴滴》片尾曲）
- 櫻桃成熟時：法語歌詞翻譯（《紅豬》插入歌）
- Que Sera, Sera：改編日語版歌詞（《隔壁的山田君》插入歌）
- 童謠：作詞、作曲（《輝耀姬物語》插入歌）
- 天女之歌：作詞、作曲（《輝耀姬物語》插入歌）

## 中止企劃作品
- 長襪子皮皮

原作為瑞典作家阿斯特麗德·林格倫的同名童書，是高畑勳與宮崎駿轉職到A Production時一開始預定要改編的動畫，之後因無法獲得授權同意而中止。
- 國境

擬定以四方晨的同名著作改編的動畫，內容為探討二戰期間日本在滿洲與中國發生的殖民問題。
高畑勳原先計畫在製作《兒時的點點滴滴》前要先完成《國境》，後續因中國發生六四事件在時局不安的情況下作罷。
- 小阿伊努拉克爾奮鬥記

原為1992年所擬定的短篇動畫，取材自阿伊努人的神話裡的神祇「阿伊努拉克爾」。
內容為一名阿伊努拉克爾的小兒子跑到河邊玩耍時，遇到一個愛搗蛋的小魔神，之後這名年輕的阿伊努拉克爾要想辦法阻止小魔神騷擾森林、河川裡的動物們。
- 鳥獸平家

以日本12世紀時的動物擬人化繪作《鳥獸戲畫》及古著《平家物語》為範本，動物擬人化的故事。

## 著書

### 個人著作
- 太陽王子霍爾斯的電影表現
- 故事中的故事─映像詩的世界
- 電影製作的方法 1955～1991
- 電影製作的方法Ⅱ 1991～1999
- 十二世紀的動畫─從典藏繪作裡發現能成為電影及動畫的靈感
- 漫畫電影志─《斜眼暴君》和《國王與鳥》
- 來自一幅畫
- 動畫中的偶然
- 如果你不想要戰爭

### 合著
- 動畫世界 蜻蜓的讀本：與宮崎駿、鈴木伸一、合著。
- 國王與鳥 吉卜力的原點：與大塚康生、葉精二、藤本一勇合著。
- 夢幻的作品《長襪子皮皮》：與宮崎駿、小田部羊一合著。

### 翻譯書籍
- 種樹的男人（1990年）：讓·紀沃諾（英语：Jean Giono）原著。
- 嘰哩咕與魔女（2003年）：米歇爾·歐斯洛（英语：Michel Ocelot）原著。
- 千言萬語（2004年）：賈克·普維原著。
- 給予鳥的問候（2006年）：賈克·普維原著。

## 荣誉

### 日本勋章奖章
- 紫绶褒章（1998年[84]）

### 外国勋章奖章
- 艺术与文学军官勋章（法国文化部，2015年4月7日于东京颁发[85]）

### 奖项
- 1991年第12屆山路文子文化財團特別獎授予[86]
- 2007年第12屆動畫神戶：特別獎[87]
- 2009年羅加諾國際影展：金豹獎[88]
- 2014年東京動畫獎：特別獎[89]
- 2014年安錫國際動畫影展：名譽獎[90]
- 2015年安妮獎：溫瑟·麥凱獎[91]

## 外部連結
- 吉卜力Wikia上的高畑勳 （页面存档备份，存于）（英文）
- 高畑勳在動畫新聞網百科全書中的資料（英文）（英文）
- 高畑勳在互联网电影资料库（IMDb）上的資料（英文）
- 高畑勳在豆瓣上的资料（简体中文）